# Рокафорте Лигуре
Рокафо̀рте Лѝгуре (на италиански: Roccaforte Ligure; на пиемонтски: la Ròuca, ла Роука, на местен диалект: Rocaforte, Рокафорте) е село и община в Северна Италия, провинция Алесандрия, регион Пиемонт. Разположено е на 704 m надморска височина. Населението на общината е 158 души (към 2010 г.).